# Церковь Покрова Пресвятой Богородицы Нежинского полка
Це́рковь в честь Покрова́ Пресвято́й Богоро́дицы Нежи́нского полка́ — уничтоженный православный храм в городе Елец ныне Липецкой области. Располагался на территории бывшего военного городка 52 Урицкого Нежинского полка, в котором ныне располагается один из корпусов ЕГУ им. И. Бунина.

## История

### Основание
В 1895 году для сформированного в Ельце 52  Нежинского драгунского полка был выстроен военный городок. Первоначально, солдаты и офицеры посещали богослужения в находящейся неподалеку от расположения городка Троицкой церкви. После посещения Ельца в 1900 году протопресвитера армии и флота Александра Желобовского было принято решение о строительстве полкового храма.
Проект полковой церкви выполнил в 1900 году архитектор А. Шмаков. Торжественная закладка состоялась в мае 1902 года, в которой кроме высоких военных чинов, уважаемых горожан и священников, участвовал Кронштадтский протоиерей Иоанн Ильич Сергиев.
До 1908 года храм был окончательно выстроен и освещен. Церковь была выполнена в греческом стиле, с запада возвышалась двухъярусная колокольня с высоким шпилем.
Приход церкви составляли драгуны 52-го, а с 1907 года – гусары 18-го Нежинского полка, на территории казарм которого она находилась. В 1914 году это 1009 человек, которые занимали специально выстроенные для полка казарму и 6 эскадронных конюшен, а также манеж.
В 1914 году в связи с началом Первой мировой войны Нежинский 18-й гусарский полк, а с ним и полковой священник отбыл на театр военных действий.

### Революция и разрушение
После революции территория военного городка продолжала использоваться по первоначальному назначению – теперь здесь размещались так называемые «красные казармы». Полковая церковь уже не использовалась по назначению. Под частью храма находился подвал, на время ставший котельной. 
Храм был снесён в начале 1930-х годов, а подвал сохранился и использовался долгое время как хранилище.
В настоящее время на территории «красных казарм» находится 12-й учебный корпус ЕГУ им. И. Бунина.